# Копняев, Николай Петрович
Николай Петрович Копняев (1864 — ?) — русский военный деятель, полковник.

## Биография
Родился 15 ноября 1864 года в православной семье обер-офицера Уральского казачьего войска, дворянина Петра Кондратьевича Копняева и его жены Матрены Агеевны (до замужества - Севрюгина).
Общее образование получил в Оренбургском Неплюевском кадетском корпусе. В военную службу вступил 26 августа 1884 года. Затем окончил 3-е военное Александровское училище, откуда был выпущен в комплект Уральских казачьих полков. Хорунжий с 1885 года, сотник с 1889 года. 
В 1890 году Николай Копняев был прикомандирован к лейб-гвардии Уральскому казачьему эскадрону и в этом же году был произведён корнеты гвардии. Гвардии хорунжий с 1891 года, гвардии сотник с 1893 года, гвардии подъесаул с 1900 года, гвардии есаул с 1901 года. 
Командовал лейб-гвардии 1-й Уральской сотней лейб-гвардии Сводно-Казачьего полка с 1907 по 1912 годы. Был помощником командира полка по строевой части. Гвардии полковник с 1912 года. Был участником Первой мировой войны, где по август 1916 года командовал 9-м Уральским казачьим полком. Приказом по Уральской Отдельной армии № 181 от 01.04.1919 года был исключен из списка армии.  
Эмигрировал во Францию и дальнейшая его судьба неизвестна.
Был награждён орденами Св. Станислава 2-й степени (1907), Св. Анны 2-й степени (1911), Св. Владимира 4-й степени (1915) и Св. Владимира 3-й степени (1915).